# Kościół św. Jerzego w Prószkowie
Kościół św. Jerzego – rzymskokatolicki kościół parafialny położony przy placu Zawadzkiego 19 w Prószkowie. Kościół należy do parafii św. Jerzego w Prószkowie w dekanacie Prószków, diecezji opolskiej. 12 lipca 1954, pod numerem 113/54 świątynia została wpisana do rejestru zabytków województwa opolskiego.

## Historia kościoła
Pierwsza wzmianka o kościele w Prószkowie pochodzi z 1443 roku. Murowana świątynia powstała w 1578 roku, jej fundatorem był hrabia Jerzy Prószkowski (Georg von Proskau), równolegle realizujący budowę swojej renesansowej rezydencji. Podczas wojny trzydziestoletniej, w 1644 roku, kościół został spalony przez wojska szwedzkie. Odbudowa świątyni w stylu barokowym według projektu florenckiego architekta Giovanniego Seregno trwała do 1687 roku. W tym kształcie kościół istnieje obecnie.

## Architektura
Składa się z prostokątnej, trzyprzęsłowej nawy sklepionej kolebką z lunetami, z węższym prezbiterium sklepioną żaglaście, z przylegającą od północy zakrystią. Od północy do nawy przylega kaplica z emporą, od południa kruchta z lożą kolatorską na piętrze. Od zachodu, w obrysie korpusu, wieża na planie kwadratu, wyżej ośmioboczna, z baniastym hełmem. Z końca XVII wieku pochodzi dekoracja malarska i stiukowa sklepień (częściowo przemalowana w XIX i XX wieku) – w nawie trzy plafony ze scenami Koronacji Maryi, Opłakiwaniem i Ofiarowaniem w Świątyni, nad tęczą podwójny kartusz z herbami rodów von Dietrichstein i von Aichelberg, w prezbiterium anioły, kartusze z Duchem Świętym i ewangelistami. Barokowe jest również wyposażenie wnętrza - architektoniczny ołtarz główny z obrazem Trójcy Świętej i św. Jerzego oraz rzeźbami św. Zygmunta i św. Floriana, dwa ołtarze boczne, ołtarz w kaplicy, ambona z rzeźbami Ojców Kościoła na baldachimie, chrzcielnica (z rokokową pokrywą), dodatkowo bogata, snycerska obudowa loży kolatorskiej. Figury w nawie pochodzą z końca XVII wieku (św. Piotr i św. Paweł) oraz połowy XVIII wieku (święci: Jan Nepomucen, Ignacy Loyola, Feliks z Cantalicio, Franciszek).

## Organy
Obecne organy wybudował Carl Berschdorf w 1939 roku. Instrument powstał z inicjatywy ks. Hugona Kwiotka. Zastąpił on 6-głosowy instrument z 1734 roku, który już w 1909 r. remontowała firma Berchdorfa. 
Na kontuarze zachowała się tabliczka budowniczego.
W 2009 roku organy przeszły generalny remont.
Dyspozycja instrumentu:
| Manuał I           | Manuał II                   | Pedał               |
| ------------------ | --------------------------- | ------------------- |
| 1. Quintade 16'    | 1. Krummhorn 8'             | 1. Subbass 16'      |
| 2. Principal 8'    | 2. Cymbel 3 fach            | 2. Pommerbass 8'    |
| 3. Holzflöte 8'    | 3. Nachthorn 2'             | 3. Principalbass 8' |
| 4. Gemshorn 8'     | 4. Kupferflöte 4' (otwarty) | 4. Choralbass 4'    |
| 5. Octave 4'       | 5. Salicional 8'            | 5. Nachthorn 2'     |
| 6. Mixtur 3-4 fach | 6. Gedacktpommer 8'         |                     |
|                    | 7. Schalmey 8' (labialny)   |                     |